# Stora Härjsjön
Stora Härjsjön är en sjö i Vansbro kommun i Dalarna och ingår i Dalälvens huvudavrinningsområde. Sjön har en area på 0,645 kvadratkilometer och ligger 252 meter över havet. Sjön avvattnas av vattendraget St Härjån.

## Delavrinningsområde
Stora Härjsjön ingår i det delavrinningsområde (670400-141581) som SMHI kallar för Mynnar i Västerdalälvens vattendragsyta. Medelhöjden är 269 meter över havet och ytan är 14,53 kvadratkilometer. Det finns ett avrinningsområde uppströms, och räknas det in blir den ackumulerade arean 28,29 kvadratkilometer. St Härjån som avvattnar avrinningsområdet har biflödesordning 3, vilket innebär att vattnet flödar genom totalt 3 vattendrag innan det når havet efter 321 kilometer. Avrinningsområdet består mestadels av skog (58 procent) och sankmarker (30 procent). Avrinningsområdet har 0,65 kvadratkilometer vattenytor vilket ger det en sjöprocent på 4,4 procent.